# محمد علي بن سالم
محمد علي بن سالم هو لاعب كرة قدم تونسي في مركز قلب الدفاع، ولد في 6 يناير 1996.

## وصلات خارجية
- محمد علي بين سالم على موقع قاعدة بيانات كرة القدم.إي يو (الإنجليزية)
- محمد علي بين سالم على موقع Soccerway.com (الإنجليزية)